# Букер, Тревор
Тревор Фицжеральд Букер (англ. Trevor Fitzgerald Booker; род. 25 ноября 1987 года в Ньюберри, Южная Каролина, США) — американский профессиональный баскетболист, игравший на позиции тяжёлого форварда. На драфте НБА 2010 года был выбран под общим 23-м номером командой «Миннесота Тимбервулвз».

## Ранние годы
Тревор Букер родился 25 ноября 1987 года в Ньюберри, Южная Каролина в семье Джеральда и Трэйси Букер, бывших спортсменов. Он вырос в сельском предместье Уитмир вместе с младшими братьями. Букер начал заниматься баскетболом после только как его мать показала сыновьям выступления школьной команды. Брат Девин отмечал: «Она привела нас в баскетбол в очень раннем возрасте, и мы теперь в нём».

## Школа и колледж

### Школа
Букер начал выступать за школу Юнион Каунти, расположенную в городе Юнион, Южная Каролина под руководством тренера Джо Питта. В первом сезоне 2005–06 Букер стал Игроком года по версии Gatorade в штате. Его статистика была следующей: в среднем 21,9 очка, 16,4 подбора и 3,5 результативных передачи за матч. Также был назван Игроком года штата Южная Каролина по версии AAA. Окончил школу Букер в статусе самого результативного игрока школы за всю историю по количеству подборов и блок-шотов. Позднее с командой Южной Каролины выступал в рамках Американского союза атлетов (Amateur Athletic Union, AAU).

### Колледж
При поступлении в колледж Букер был высоко оценен скаутами Rivals.com и 247Sports.com. Так, он стал 29-м на позиции тяжёлого форварда по мнению «Rivals» 27-м по версии «247Sports» в своем классе в 2006 году. Также от «247Sports» Букер получил рейтинг 0.8778.
13 мая 2005 года Букер заявил о том, что присоединится к команде «Клемсон Тайгерс» университета Клемсон, а 16 сентября 2005 года написал официальное письмо, а 30 мая 2006 года был зачислен. Букер также рассматривал варианты Оберна, Флориды, Джорджия Тек, Джеймса Мэдисона, Питтсбурга, Пердью, Южной Каролины, Теннесси, Уильяма и Мэри Трайб и Уоффорда. Он получил приглашения от Уоффорда, Уильяма и Мэри Трайб и Южной Каролины.
31 октября 2006 года Букер дебютировал за Клемсон, набрав 6 очков, совершив 7 подборов, три блок-шота и три перехвата на позиции тяжёлого форварда в товарищеском матче против команды Литовского университета спорта. На площадке он провёл 18 минут и вместе с одноклубником Сэмом Перри лидировал по количеству подборов. 10 ноября 2006 года Букер дебютировал в чемпионате за «Тайгерс» в первом раунде против Университета Арканзаса. На площадке играл на позиции центрового, став первым первокурсником в стартовой пятёрке Клемсона со времени дебюта Тома Уайдмана в сезоне 1995-96. Набрал 6 очков, совершил 7 подборов (лучший результат в команде), 1 блок-шот за 19 минут на площадке. 12 ноября 2006 года Букер собрал лучший в карьере показатель в 9 подборов против Олд Доминион в рамках турнира Cox Communications Classic. К этому набрал ещё 10 очков. 17 ноября 2006 года Букер набрал лучший показатель в 15 очков за 20 минут Аппалачи. 14 ноября 2006 года Букер совершил 11 подборов в матче против Чарльстон Саутерн. Это был первый матч, в котором игрок собрал больше 10 подборов. 31 декабря 2006 года сделал первый в карьере дабл-дабл, набрав 15 очков и 12 подборов в матче против Джорджии. Один из его товарищей по команде Джеймс Мэйз, когда его спросили о выступлении Букера, ответил: «А что он не может делать?» Букер помог Клемсону стартовать в сезоне 14-0, что являлось лучшим стартом за последние двадцать лет. 6 января 2007 года Букер нанёс травму игроку Джорджии Тек Заку Пикоку, ударив того локтем. 19 марта 2007 года в матче против Оле Мисс Букер набрал лучший в карьере показатель - 21 очко. К концу первого сезона Букер в среднем набирал 10,4 очка, совершал 6,7 подбора (лучший результат в команде), а также 2,2 блок-шота. Среди новичков по количеству заблокированных бросков занимал четвёртое место.
Во втором и третьем сезоне за Клемсон игрок впервые за десять последних лет с командой вернулся в NCAA. Во третьем сезоне лидировал в конференции ACC по подборам (9,7 в среднем за матч), а также по проценту попаданий с игры (57,1), и стал вторым по количеству заблокированных бросков соперника (2,0 в среднем за матч). В итоге Букер попал во вторую сборную All-ACC, а также попал в Сборную защиты 2009 года. На национальном уровне был отмечен Национальной ассоциацией баскетбольных журналистов, которые номинировали его в первую сборную конференции, а также Национальной ассоциацией баскетбольных тренеров, которая номинировала его во вторую сборную конференции. После третьего года обучения Букер мог уйти на драфт, однако объявил, что останется в Клемсоне ещё на сезон. Летом игрок тренировался со Сборной США и принял участие в Универсиаде, где с командой завоевал бронзовую медаль.
На четвёртом году обучения Букер был выбран в первую сборную конференции All-ACC.

## Профессиональная карьера

### Вашингтон Уизардс (2010-2014)
Букер был выбран на драфте НБА 2010 года командой «Миннесота Тимбервулвз» под общим 23-м номером. В тот же день права на игрока были проданы в «Вашингтон Уизардс».
4 августа 2011 года во время локаута в НБА Букер подписал контракт с израильской командой «Бней Герцлия» В октябре 2011 года игрок вернулся в США. В декабре 2011 года вслед за окончанием локаута Букер вновь присоединился к «Вашингтон Уизардс», однако успел сыграть и за «Бней Герцлия».

### Юта Джаз (2014-2016)
21 июля 2014 года Букер подписал двухлетний контракт с «Юта Джаз» на $10 млн. За два сезона провёл 178 матчей в регулярных сезонах, но только пять из них в стартовом составе, играя в среднем около 20 минут за матч.

### Бруклин Нетс (2016-2017)
8 июля 2016 года на правах свободного агента подписал контракт с «Бруклин Нетс». В «Нетс» Букер стал игроком стартового состава, в первых 33 матчах сезона он сделал 12 дабл-даблов, тогда как ранее ни разу не делал более 5 дабл-даблов за сезон.

### Филадельфия Севенти Сиксерс (2017–2018)
7 декабря 2017 года «Филадельфия Севенти Сиксерс» обменяла центрового Джалила Окафора, Ника Стаускаса и пик второго раунда драфта 2019 года в «Бруклин Нетс» на Букера. 28 февраля 2018 года «Филадельфия Севенти Сиксерс» отказались от него.

### Индиана Пэйсерс (2018)
3 марта 2018 года Букер подписал контракт «Индиана Пэйсерс». В августе 2018 года Букер подписал однолетний контракт с «Шаньси Лунгс» .11 октября 2018 года Букер вернулся в США, чтобы сделать операцию на стопе.
14 апреля 2020 года Букер объявил о завершении баскетбольной карьеры в возрасте 32 лет.

## Личная жизнь
В семье Тревора три младших брата: Девин, Дэррион и Джаред. Девин также выступал на уровне колледжей за Клемсон, а в настоящее время играет на профессиональном уровне в Европе. Дэррион играл в баскетбол за Университет Западной Алабамы, а Джаред играет за школьную команду Юнион Каунти. Букер также является двоюродным братом игрока НБА Джордана Хилла.

## Статистика

### Статистика в НБА
| Сезон                                                                                    | Команда     | Регулярный сезон | Регулярный сезон | Регулярный сезон | Регулярный сезон | Регулярный сезон | Регулярный сезон | Регулярный сезон | Регулярный сезон | Регулярный сезон | Регулярный сезон | Регулярный сезон | Серия плей-офф | Серия плей-офф | Серия плей-офф | Серия плей-офф | Серия плей-офф | Серия плей-офф | Серия плей-офф | Серия плей-офф | Серия плей-офф | Серия плей-офф | Серия плей-офф |
| Сезон                                                                                    | Команда     | GP               | GS               | MPG              | FG%              | 3P%              | FT%              | RPG              | APG              | SPG              | BPG              | PPG              | GP             | GS             | MPG            | FG%            | 3P%            | FT%            | RPG            | APG            | SPG            | BPG            | PPG            |
| ---------------------------------------------------------------------------------------- | ----------- | ---------------- | ---------------- | ---------------- | ---------------- | ---------------- | ---------------- | ---------------- | ---------------- | ---------------- | ---------------- | ---------------- | -------------- | -------------- | -------------- | -------------- | -------------- | -------------- | -------------- | -------------- | -------------- | -------------- | -------------- |
| 2010/11                                                                                  | Вашингтон   | 65               | 14               | 16,4             | 54,9             | 0,0              | 67,3             | 3,9              | 0,5              | 0,4              | 0,6              | 5,3              | Не участвовал  | Не участвовал  | Не участвовал  | Не участвовал  | Не участвовал  | Не участвовал  | Не участвовал  | Не участвовал  | Не участвовал  | Не участвовал  | Не участвовал  |
| 2011/12                                                                                  | Вашингтон   | 50               | 32               | 25,2             | 53,1             | 50,0             | 60,2             | 6,5              | 0,8              | 1,0              | 0,9              | 8,4              | Не участвовал  | Не участвовал  | Не участвовал  | Не участвовал  | Не участвовал  | Не участвовал  | Не участвовал  | Не участвовал  | Не участвовал  | Не участвовал  | Не участвовал  |
| 2012/13                                                                                  | Вашингтон   | 48               | 14               | 18,5             | 49,1             | 0,0              | 55,6             | 5,0              | 0,8              | 0,7              | 0,3              | 5,3              | Не участвовал  | Не участвовал  | Не участвовал  | Не участвовал  | Не участвовал  | Не участвовал  | Не участвовал  | Не участвовал  | Не участвовал  | Не участвовал  | Не участвовал  |
| 2013/14                                                                                  | Вашингтон   | 72               | 45               | 21,6             | 55,1             | 0,0              | 61,8             | 5,3              | 0,9              | 0,6              | 0,6              | 6,8              | 9              | 1              | 16,2           | 44,8           | 0,0            | 66,7           | 4,3            | 0,9            | 0,2            | 1,0            | 3,3            |
| 2014/15                                                                                  | Юта         | 79               | 5                | 19,8             | 48,7             | 34,5             | 58,1             | 5,0              | 1,1              | 0,5              | 0,5              | 7,2              | Не участвовал  | Не участвовал  | Не участвовал  | Не участвовал  | Не участвовал  | Не участвовал  | Не участвовал  | Не участвовал  | Не участвовал  | Не участвовал  | Не участвовал  |
| 2015/16                                                                                  | Юта         | 79               | 2                | 20,7             | 49,0             | 29,3             | 67,0             | 5,7              | 1,1              | 0,7              | 0,5              | 5,9              | Не участвовал  | Не участвовал  | Не участвовал  | Не участвовал  | Не участвовал  | Не участвовал  | Не участвовал  | Не участвовал  | Не участвовал  | Не участвовал  | Не участвовал  |
| 2016/17                                                                                  | Бруклин     | 71               | 43               | 24,7             | 51,6             | 32,1             | 67,3             | 8,0              | 1,9              | 1,1              | 0,4              | 10,0             | Не участвовал  | Не участвовал  | Не участвовал  | Не участвовал  | Не участвовал  | Не участвовал  | Не участвовал  | Не участвовал  | Не участвовал  | Не участвовал  | Не участвовал  |
| 2017/18                                                                                  | Бруклин     | 18               | 6                | 21,9             | 51,3             | 25,0             | 55,8             | 6,6              | 2,1              | 0,4              | 0,3              | 10,1             | Не участвовал  | Не участвовал  | Не участвовал  | Не участвовал  | Не участвовал  | Не участвовал  | Не участвовал  | Не участвовал  | Не участвовал  | Не участвовал  | Не участвовал  |
| 2017/18                                                                                  | Филадельфия | 33               | 0                | 15,0             | 56,0             | 28,6             | 82,1             | 3,7              | 0,8              | 0,5              | 0,3              | 4,7              | Не участвовал  | Не участвовал  | Не участвовал  | Не участвовал  | Не участвовал  | Не участвовал  | Не участвовал  | Не участвовал  | Не участвовал  | Не участвовал  | Не участвовал  |
| 2017/18                                                                                  | Индиана     | 17               | 1                | 15,8             | 46,4             | 21,4             | 90,9             | 4,5              | 1,0              | 0,2              | 0,3              | 5,4              | 7              | 0              | 9,1            | 60,0           | 0,0            | 85,7           | 2,6            | 0,0            | 0,1            | 0,1            | 2,6            |
|                                                                                          | Всего       | 532              | 162              | 20,4             | 51,5             | 30,5             | 63,6             | 5,5              | 1,1              | 0,7              | 0,5              | 6,9              | 16             | 1              | 13,1           | 48,7           | 0,0            | 76,9           | 3,6            | 0,5            | 0,2            | 0,6            | 3,0            |
| Наведите курсор мыши на аббревиатуры в заголовке таблицы, чтобы прочесть их расшифровку. |             |                  |                  |                  |                  |                  |                  |                  |                  |                  |                  |                  |                |                |                |                |                |                |                |                |                |                |                |

### Статистика в колледже
| Сезон                                                                                   | Команда | GP | GS | MPG  | FG%  | 3P%  | FT%  | RPG | APG | SPG | BPG | PPG  |  |
| --------------------------------------------------------------------------------------- | ------- | -- | -- | ---- | ---- | ---- | ---- | --- | --- | --- | --- | ---- |  |
| 2006/07                                                                                 | Клемсон | 36 | 35 | 25,9 | 60,2 | 0,0  | 61,5 | 6,5 | 1,1 | 0,9 | 2,2 | 10,4 |  |
| 2007/08                                                                                 | Клемсон | 34 | 34 | 26,6 | 55,5 | 33,3 | 57,3 | 7,3 | 1,5 | 0,6 | 1,9 | 11,0 |  |
| 2008/09                                                                                 | Клемсон | 32 | 32 | 30,7 | 57,1 | 40,9 | 70,7 | 9,7 | 1,7 | 1,5 | 1,9 | 15,3 |  |
| 2009/10                                                                                 | Клемсон | 32 | 32 | 30,8 | 52,1 | 26,5 | 59,1 | 8,4 | 2,5 | 1,3 | 1,4 | 15,2 |  |
| Наведите курсор мыши на аббревиатуры в заголовке таблицы, чтобы прочесть их расшифровку |         |    |    |      |      |      |      |     |     |     |     |      |  |